# Myoporum sandwicense
Myoporum sandwicense , también conocido como naio,  es una especie  de árbol o arbusto de la familia de las escrofulariáceas, endémica de Hawái y Mangaia (islas Cook).  Por lo general tiene una altura de 5 m, aunque puede alcanzar hasta 15 m. Su rango altitudinal oscila entre 0 y 2340 metros.